# Buck Clarke

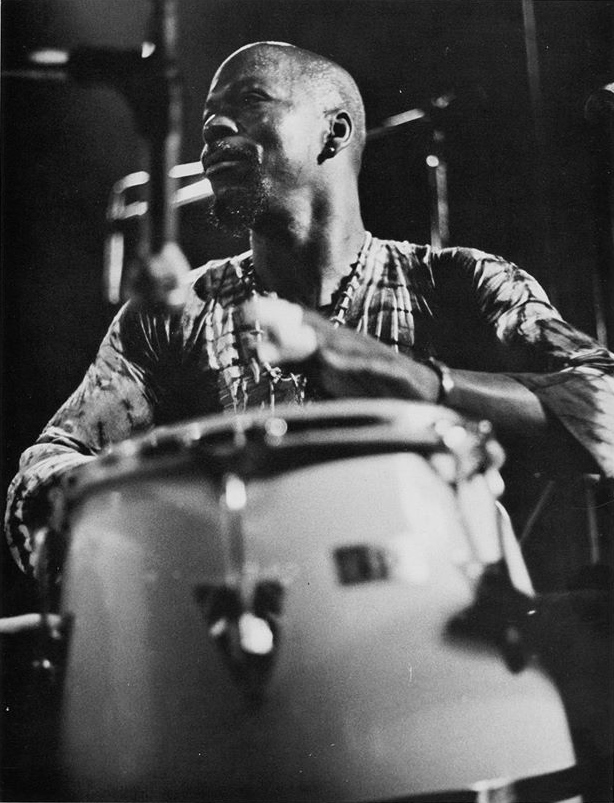
Buck Clark (1980er Jahre)

William „Buck“ Clarke (* 2. Oktober 1933 in Washington, D.C.; † 11. Oktober 1988 in Los Angeles) war ein amerikanischer Perkussionist (Congas, Bongos). Clarkes Musikstile umfassen Soul, Funk und zeitgenössischen Jazz mit einer afro-zentrierten Perspektive.

## Leben und Werk
Clarke arbeitete als Jugendlicher in einem Geschäft für Ausstellungsschilder. Einer seiner Chefs Vater war ein Cousin von Duke Ellington. Er spielte dem 15-jährigen Clarke Jazzmusik vor, wodurch dieser auf Jazzmusiker wie Duke Ellington, Oscar Peterson, Alan Jones und Dizzy Gillespie aufmerksam wurde. Angeblich wurde er „süchtig nach Jazz“ und erhielt schließlich ein Jobangebot beim D. C. Club, wo er lernte, wie man Congas spielt. Viele versuchten angeblich den jungen Clarke zu ermutigen, „echte Instrumente“ zu spielen, aber seine Position blieben die kubanischen Röhrentrommeln. Im Alter von 16 oder 17 Jahre spielte er einmal mit Charlie Parker, als er mit Wess Andersons Band The Washingtonians auftrat, zu der neben Parker auch Eddie Jones gehörte. Mit 19 oder 20 Jahren spielte er mit Art Blakeys Jazz Messengers.
Clarke gehörte Anfang der 1960er Jahre zur Band von Willis Jackson. Ab 1960 erschienen zudem in rascher Folge drei Alben unter eigenem Namen; ein viertes Album erschien posthum. Weiterhin spielte er mit Freddie Hubbard, Herbie Hancock (Sextant), Les McCann und Russ Freeman, Gerald Albright, Jimmy Smith und anderen. In der Band von Nina Simone trat er beim Montreux Jazz Festival 1968 auf, mit Les McCann 1972 (Mitschnitt). Zudem ist er auch auf Alben mit John Mayall, The Isley Brothers und mit Nina Simone zu hören.
Später litt Clarke an Diabetes, die ihn 1986 ein Bein kostete.

## Diskographische Hinweise
- Cool Hands (Offbeat, 1960)
- Drum Sum (Argo, 1961)
- The Buck Clarke Sound (Argo, 1963)
- Hot Stuff (Full Circle, 1988)